# Diòcesi de Guadix
La diòcesi de Guadix (en llatí: Dioecesis Guadicensis) és una seu episcopal dependent de l'arxidiòcesi de Granada, a Andalusia. La seva seu és la Catedral de Guadix.

## Territori
La diòcesi comprèn la part nord-est de la província de Granada. En el bisbat de Ignacio Noguer Carmona (1979), es va organitzar en set arxiprestats: La Sagra, Tornapunta, Baza, Guadix, Fardes, Marquesado i las Montañas, sumant un total de 107 parròquies.

## Història
Segons la tradició, la Diòcesi de Guadix procedeix de l'antiga diòcesi d'Acci, de la qual va ser primer bisbe Torquat d'Acci, el primer dels set Homes Apostòlics als quals s'atribueix l'evangelització d'Espanya al segle i. Els bisbes de Acci van assistir als Concilis de Toledo i l'episcopologi recull successors fins a la invasió àrab al segle viii, i fins i tot en l'època musulmana.
Al segle xv Guadix, encara en mans musulmanes va ser feta seu titular.
El 21 de maig de 1492 el cardenal Pedro González de Mendoza amb una butlla, que seguia la butlla del papa Innocenci VIII de 4 d'agost de 1486, erigeix la diòcesi de Guadix. La catedral va quedar a Guadix amb un cabildo de 26 canonge.
El 4 de desembre de 1492, per una butlla del papa Alexandre VI la diòcesi va passar a formar part de la província eclesiàstica de l'arxidiòcesi de Granada.
El mateix any, 1492, es va obrir a Guadix l'hospital de la Caritat, per a «els malalts de totes les classes, pobres i contagiosos»
El procés de cristianització de les terres reconquistades va acabar cap a mitjan segle xvi, quan se celebra l'important sínode convocat pel bisbe Pérez de Ayala (1554).
En 1595 es va fundar el primer seminari diocesà, el de Sant Torquat.
El 18 de maig de 1790 es va dividir administrativament la diòcesi en quatre zones, però el 14 de maig de 1867 serà necessari reorganitzar de nou la diòcesi en cinc arxiprestats.
En 1804 es funda en Guadix l'Hospici Real o Casa de Misericòrdia, que va funcionar durant quaranta anys: en 1842 l'edifici va haver de ser venut per motius econòmics.
Amb el Concordat de 1851 la col·legial de Basa es va convertir en Parròquia Major, i també es va suprimir el seu Seminari, mentre que la diòcesi prenia oficialment el nom de diòcesi de Guadix - Baza.
En 1947 es va fundar un seminari que va tenir una vida breu i un altre en 1952, l'actual seminari major de Sant Torquat.

## Estadístiques
| any                                        | població | població | població | sacerdots | sacerdots       | sacerdots       | sacerdots              | diaques | religiosos | religiosos | parròquies |
| ------------------------------------------ | -------- | -------- | -------- | --------- | --------------- | --------------- | ---------------------- | ------- | ---------- | ---------- | ---------- |
| any                                        | batejats | total    | %        | total     | clergue secular | clergue regular | batejats por sacerdote | diaques | homes      | Dones      |            |
| 1950                                       | 180.000  | 180.000  | 100      | 69        | 4               | 73              | 2.465                  | 0       | 4          | 132        | 74         |
| 1970                                       | 164.985  | 164.985  | 100      | 96        | 1               | 97              | 1.700                  | 0       | 4          | 192        | 107        |
| 1980                                       | 140.000  | 145.000  | 96,6     | 75        | 7               | 82              | 1.707                  | 0       | 10         | 187        | 107        |
| 1990                                       | 132.500  | 136.500  | 97,1     | 74        | 3               | 77              | 1.720                  | 0       | 6          | 178        | 107        |
| 2000                                       | 110.489  | 112.489  | 98,2     | 68        | 3               | 71              | 1.556                  | 0       | 11         | 152        | 74         |
| 2006                                       | 107.000  | 109.254  | 97,9     | 65        | 6               | 71              | 1.507                  | 0       | 13         | 135        | 73         |
| 2013                                       | 109.000  | 111.200  | 98,0     | 55        | 4               | 59              | 1.847                  | 0       | 10         | 115        | 74         |
| Font:The Hierarchy of the Catholic Church. |          |          |          |           |                 |                 |                        |         |            |            |            |